# Olle Råde
Olle Råde, folkbokförd som Lars Olof Råde, född 11 december 1978 i Göteborg, är en svensk professionell Magic: The Gathering-spelare. Tack vare sina stora framgångar i spelet vid mitten av 1990-talet valdes han in i Magic the Gathering Hall of Fame 2005. I maj 2016 vann Olle Råde svenska mästerskapen i Magic the Gathering.